# Strajk studencki
Strajk studencki jest przewidzianą przez ustawę Prawo o szkolnictwie wyższym i nauce formą protestu. Według ustawodawcy strajk studencki polegać ma na powstrzymywaniu się od uczęszczania na zajęcia (z możliwością pozostania w uczelni). Może być podjęty wyłącznie przez samorząd studencki, Parlament Studentów Rzeczypospolitej Polskiej lub stowarzyszenie o zasięgu ogólnokrajowym zrzeszające wyłącznie studentów, jeżeli wcześniejsze negocjacje z rektorem lub inne niż strajk formy akcji protestacyjnej nie doprowadziły do rozwiązania konfliktu.